# Ko Ko Bop
Ko Ko Bop è un singolo del gruppo musicale sudcoreano EXO, estratto dal quarto album in studio The War, pubblicato il 18 luglio 2017.

## Classifiche

### Classifiche settimanali
| Classifica (2017) | Posizione massima |
| ----------------- | ----------------- |
| Corea del Sud     | 1                 |

### Classifiche di fine anno
| Classifica (2017) | Posizione |
| ----------------- | --------- |
| Corea del Sud     | 14        |